# BMW Goldfisch V16
| Goldfisch V16                  | Goldfisch V16                |
| ------------------------------ | ---------------------------- |
|                                |                              |
| Виробник:                      | BMW                          |
| Марка:                         | Goldfisch V16                |
| Тип:                           | Двигун V16 60°               |
| Робочий об'єм:                 | - 6,7 л - (6,651 куб.см) см3 |
| Максимальна потужність:        | 300 кВт (408 к.с.) кВт       |
| Максимальний обертовий момент: | 613 Н⋅м Н·м                  |
| Циліндрів:                     | 16                           |
| Клапанів:                      | 32                           |
| Хід поршня:                    | - 75 мм мм                   |
| Діаметр циліндра:              | - 84 мм мм                   |
| Ступінь стиску:                | 8.8:1                        |
| Охолодження:                   | рідинне охолодження          |
| Газорозподільний механізм:     | SOHC                         |
| Матеріал блоку циліндрів:      | Алюміній                     |
| Матеріал ГБЦ:                  | Алюміній                     |
| Тактність (число тактів):      | 4                            |
| Червона зона:                  | 6000 об/хв                   |
| Рекомендоване паливо:          | Бензин                       |

BMW Goldfisch — це прототип 6,7-літрового автомобільного поршневого двигуна SOHC з 32 клапанами V16 на основі двигуна BMW M70 V12.

## Розробка
Розробка почалася в кінці 1980-х років. Двигун був створений, щоб продемонструвати максимальний потенціал сімейства двигунів з малим об’ємом циліндрів. Також була створена трициліндрова модель того ж сімейства двигунів, щоб встановити мінімум. Розробка стартувала 8 липня 1987 року, а до початку 1988 року двигун був готовий. Його поставили на динамометр у січні та лютому 1988 року. Згодом його встановили на модифікований BMW 7 серії (E32) з довгою колісною базою, а перші ходові випробування відбулися в травні 1988 року. 7 липня 1988 року двигун був представлений всередині BMW.
Щоб запобігти «гонці озброєнь» з іншими виробниками двигунів, V16 так і не запустили в масове виробництво. Крім того, потужніша версія двигуна M70, S70B56, встановлена на BMW 850CSi, виробила 380 PS (279 кВт) і 56.1 kp⋅m (550 N⋅m) крутного моменту, майже досягаючи вихідної потужності V16.
Цей двигун також випробували на Bentley Mulsanne як потенційну «модернізацію» двигуна V8 з турбонаддувом. На відміну від 7-ї серії, двигун поміщається у відсік із місцем для радіатора та допоміжних пристроїв.

## Технологія та продуктивність
Конструкція двигуна практично копіює компонування BMW M70 V12, але з доданими 4 циліндрами.
- 6,651 см 3 двигун 60°-V16
- Литий алюмінієвий блок і головки циліндрів
- SOHC, 2 клапана на циліндр
- Діаметр і хід поршня: 84 × 75 мм (3,3 × 3,0 дюйм)
- Відстань між отворами: 91 мм (3,6 дюйм)
- Ступінь стиснення : 8,8:1
- Максимальна потужність: 408 PS (300 кВт)  при 5200 об/хв
- Максимальний крутний момент: 62,5 kp·m  (613 Н·м ) при 3900 об/хв
- Червона зона: 6000 об/хв
- Керування двигуном: 2 окремих Bosch DME 3.3 для кожного банку
- Суха вага: 310 кг